# Asia featuring John Payne
Gli Asia featuring Liam Payne sono un gruppo rock formato nel 2007 a seguito di uno scisma nel gruppo Asia. La band è la continuazione della carriera del cantante e bassista John Payne, fondatore e frontman della nuova band. Nel dicembre 2017, Payne e il tastierista Erik Norlander hanno formato un nuovo gruppo parallelo, i Dukes of the Orient, con vari membri ed ex membri degli Asia.

## Storia

### Le origini:John Payne e gli Asia
Nel 1991, Geoff Downes invitò John Payne a unirsi a una nuova formazione della band, e insieme arruolarono nuovi musicisti. Il primo album con questa formazione fu Aqua, pubblicato nel 1992. Oltre a Downes e Payne, la formazione comprendeva inoltre Carl Palmer e Steve Howe, appena riunito alla band. Palmer, impegnato nella reunion degli ELP, poté suonare solo su tre canzoni, lasciando la band prima di andare in tour. Dopo il tour promozionale, anche Howe lasciò nuovamente il gruppo.
Downes e Payne continuarono come Asia, pubblicando diversi album, e cercando di mantenere una formazione stabile, ma invece ci furono diversi cambiamenti. Aura, album del 2001 comprendeva diversi chitarristi, inclusa un'altra apparizione come ospite di Howe e un nuovo chitarrista, Guthrie Govan. Tra i batteristi dell'album c'era Chris Slade, che aveva già lavorato con gli Asia per un breve periodo nel 1999. Ora si costituì una formazione stabile in tour composta da Payne, Downes, Govan e Slade, che incise l'album Silent Nation nel 2004. Nell'agosto 2005, Slade lasciò il gruppo per essere sostituito da Jay Schellen. Dopo un breve periodo di ulteriori tour, la nuova band iniziò a lavorare su un album, provvisoriamente intitolato Architect of Time, originariamente previsto per la pubblicazione nel 2006.

### La scissione dagli Asia
All'inizio del 2006, la collaborazione tra Downes e Payne si sciolse quando Downes diedevita ad una reunion della formazione della band originale. I membri esclusi, ovvero Payne, Govan e Schellen, continuarono a lavorare insieme con l'aggiunta di Ryo Okumoto alle tastiere. Formarono così una nuova band chiamata GPS, utilizzando parte del materiale pianificato per Architect of Time nel loro album di debutto, Window to the Soul, pubblicato nel 2007.
Nello stesso anno, Geoff Downes, John Wetton, Carl Palmer e Steve Howe permisero contrattualmente a John Payne di continuare come "Asia featuring John Payne". Questo poiché Payne deteneva un quota dei diritti sul nome della band "Asia". Payne ha riunito ex membri dell'Asia e ha formato la nuova band Asia featuring John Payne nel luglio del 2007 con Payne alla voce e al basso, Guthrie Govan alla chitarra e Jay Schellen alla batteria. Nello stesso anno, Erik Norlander fu annunciato alle tastiere.

## Discografia

### Album in studio
- 2009 - Military Man
- 2012 - Season Will Change

### Live
- 2007 - Extended Version Scandinavia

## Formazione

### Formazione attuale
- John Payne - voce, basso (2007-presente)
- Jeff Kollman - chitarra (2012-presente)
- Moni Scaria - chitarra (2012-presente)
- Jamie Hosmer - tastiera (2017-presente)
- Johnny Fedevich - batteria (2017-presente)

### Ex componenti
- Guthrie Govan, chitarra
- Mitch Perry, chitarra
- Erik Norlander, tastiera
- Bruce Boillet, chitarra
- Ryo Okumoto, tastiera
- Jay Schellen, batteria